# Малая Сеннуха
Малая Сеннуха — малый остров в Онежском заливе Белого моря. Административно входит в Беломорский район Республики Карелия, Россия.

## Характеристика
Высшая точка — 4,3 метра. Размеры приблизительно 50 на 100 метров. Глубины у побережья до 7 метров. Средняя величина приливов — 1 метр. Ближайший остров — Большая Сеннуха.

## Происшествия на острове
- 1 октября 2011 года вблизи острова сборщик ламинарии, 25-летний житель Архангельска по имени Сергей, попал в шторм. Деревянный баркас дал течь, и парень спасся, добравшись до острова вплавь. 16 дней Сергей жил на острове: Всё это время я питался водорослями и пил дождевую воду. Чтобы хоть как-то укрыться от непогоды, соорудил землянку — на два больших валуна положил доски, там и ночевал. Первое время от рассвета до заката наблюдал за морем в надежде увидеть какое-нибудь судно. 17 октября он был спасён сотрудниками МЧС, искавшими на вертолёте Ми-8 другого пропавшего человека. Мужчину доставили в 7-ю горбольницу Архангельска, предварительный диагноз: «сильное переохлаждение и признаки истощения, состояние его оценивается как среднетяжёлое»[1].

## Топографические карты
- Лист карты Q-36-119,120 Большой Жужмуй. Масштаб: 1 : 100 000. Состояние местности на 1969-1980 год. Издание 1985 г.